# Stanisław Wisłocki
Stanisław Wisłocki (7 juillet 1921 - 31 mai 1998)  né à Rzeszów, est un compositeur, pianiste et  chef d'orchestre polonais.

## Biographie
Wisłocki commence ses études à Lwów [Lviv] avec Seweryn Barbag, et continue pendant la guerre à l'Académie de Musique de Timișoara puis à Bucarest avec George Simonis (composition et direction), Emil Mikhail (piano), et Georges Enesco. Il commence  sa carrière artistique en tant que pianiste et chef d'orchestre en Roumanie.
Après son retour en Pologne en 1945, Wisłocki fonde l'orchestre de chambre Société polonaise pour la promotion de la musique folklorique.

Deux ans plus tard, il  commence à diriger l'Orchestre philharmonique de Poznań, où il restera directeur artistique et chef d'orchestre pendant 11 ans.
En 1948, il commence à enseigner, et en 1951 il donne des cours de direction d'orchestre à l'Académie de Musique de Poznań.
En 1952, il dirige les musiques du film Le Roi et l'Oiseau de Jacques Prévert, ce qui le rend partiellement célèbre.
En 1955, il devient professeur à l'Académie Nationale de Musique de Varsovie et en 1958 devient Chef du département orchestre. Parmi ses élèves : Tomasz Bugaj, Zbigniew Graca, Jacek Kaspszyk, Simon Koala, Wojciech Michniewski, Andrew Straszynski, Ruben Silva et Henryk Wojnarowski.
De 1961 à 1967, il est directeur de l’Orchestre philharmonique de Varsovie, et de 1978 à 1982 directeur artistique de l'Orchestre symphonique national de la radio polonaise à Katowice.
Pendant cette période, il a joué en Europe, aux États-Unis, au Canada, en Amérique du Sud et au Japon. Wisłocki est très apprécié pour ses interprétations de Beethoven, Mozart, Prokofiev, Rachmaninoff, Schumann et Tchaikovsky. Il a joué  avec des solistes tels : Sviatoslav Richter, Roman Totenberg et Ivry Gitlis.
Au début des années 1990, il a été nommé directeur musical de l'Orchestre philharmonique national du Venezuela.
Stanisław Wisłocki a reçu le Grand prix du disque de l’Académie Charles Cros à Paris pour le Concerto pour piano nº 2 de Serguei Rachmaninov avec Sviatoslav Richter et l'Orchestre philharmonique National, (Deutsche Grammophon) ainsi que le Prix du ministère de la Culture et des Arts de l'union des compositeurs polonais. 
Stanisław Wisłocki a reçu la médaille de chevalier de l'Ordre Polonia Restituta.
Stanisław Wisłocki est mort le 31 mai 1998 à Varsovie,.